# Copestylum bipunctatum
Copestylum bipunctatum är en tvåvingeart som först beskrevs av Hull 1941.  Copestylum bipunctatum ingår i släktet Copestylum och familjen blomflugor.
Artens utbredningsområde är Paraguay. Inga underarter finns listade i Catalogue of Life.